# Edificio Seguros Fénix
El Edificio Seguros Fénix o Edificio Royal & Sun Alliance es un rascacielos de oficinas ubicado en la ciudad de Bogotá, la capital de Colombia. Fue diseñado en estilo racionalista, mide 114,91 metros de altura y tiene 36 pisos. Fue inaugurado en 1976 y se encuentra en la Carrera 7 con la calle 32. Es el 22° edificio más alto de la ciudad.

## Alrededores
La torre se encuentra en el costado occidental de la tradicional Carrera 7, en el centro de Bogotá. En sus inmediaciones se encuentran la Ciudadela San Martín y en sus alrededores están el parque nacional Enrique Olaya Herrera y el Museo Nacional.